# 希福 (他塔喇氏)
希福（转写：Hife；？—1699年），他塔喇氏，满洲正红旗人。

## 生平
希福世居安褚拉库路祖罗屯。先祖以八百户归附清太祖努尔哈赤，编入牛录。其父哈宁阿，官至巴牙喇甲喇章京。从征锦州、松山。入山海关，追击李自成至庆都。授牛录章京世职。希福早年任二等侍卫，袭其父世职。后加恩，进爵一等阿达哈哈番兼拖沙喇哈番，累迁正黄旗蒙古副都统。
康熙十三年（1674年），吴三桂反清，希福跟随大将军顺承郡王勒尔锦赴湖广。陕西提督王辅臣从叛后，希福率部移师守兴安、汉中。康熙十四年（1675年），大将军贝勒洞鄂进攻秦州，希福攻克东、西二关。康熙十五年（1676年），调守陇州。康熙十六年（1677年），迁前锋统领。康熙十七年（1678年），命赴湖南，驻茶陵。康熙十八年（1679年），希福夜袭衡州，吴军烧营撤退，收复衡州城。以此功升任正红旗满洲都统。
其后希福所部被调往广西，辅佐镇南将军莽依图、征南大将军赉塔收复云南，屡立战功。康熙二十一年（1682年），升任西安将军。兵部议罪追论希福从征长沙战失利，当夺官、削世职。清圣祖念希福战功多，命从轻论罪。康熙二十七年（1688年），希福调任正红旗蒙古都统。
康熙二十九年（1690年），蒙古准噶尔部大汗噶尔丹造反，清圣祖命裕亲王福全出师讨之，以希福参赞军务，击败噶尔丹于乌兰布通。康熙三十一年（1692年），授希福建威将军，统领清军右卫。康熙三十三年（1694年），部下弹劾希福不收八旗送马糜饷，因而免官。康熙三十八年（1699年），希福病卒。

## 脚注
1. ↑  满语意思是“稗子”。